# تحت قبو الخنفساء (رواية)
تحت قبو الخنفساء (بالإنجليزية: Under the Beetle's Cellar)‏ هي رواية تشويق صدرت عام 1995 للكاتبة الأمريكية ماري ويليس ووكر، وهي الثانية في سلسلتها "مولي كيتس".

## عنوان
العنوان عبارة عن سطر من قصيدة "Under the Light, yet under"، لإميلي ديكنسون.

## الجوائز
- 1995 جائزة هاميت، التي تمنحها الرابطة الدولية لكتاب الجريمة عن "التميز الأدبي في مجال كتابة الجريمة، كما ينعكس في كتاب منشور باللغة الإنجليزية في الولايات المتحدة و/أو كندا".[2]
- 1996 جائزة ماكافيتي، لأفضل رواية غامضة.[3]
- 1996 جائزة أنتوني التي يمنحها مؤتمر بوشركون العالمي للغموض لأفضل رواية.[4]
- 1998 جائزة مارتن بيك، التي تمنحها أكاديمية كتاب الجريمة السويدية لأفضل رواية جريمة مترجمة.[5]

## روابط خارجية
- الموقع الرسمي